# Szaturnusz-díj a legjobb akciófilmnek vagy kalandfilmnek
A legjobb akciófilmnek vagy kalandfilmnek járó Szaturnusz-díjat évente adja át az Academy of Science Fiction, Fantasy & Horror Films szervezet az 1995-ös, 21. díjátadó óta.
1994 és 2010 között a díj elnevezése Szaturnusz-díj a legjobb akciófilmnek, kalandfilmnek vagy filmthrillernek volt.

## Győztesek és jelöltek
Győztes film
- – Oscar-nyertes mű legjobb film kategóriában
- – Oscarra jelölt mű legjobb film kategóriában

(MEGJEGYZÉS: Az Év oszlop az adott film bemutatási évére utal, a tényleges díjátadó ceremóniát a következő évben rendezték meg.)

### 1990-es évek
| 1994 (21. gála)                                        |                           |
| Ponyvaregény                                           | Pulp Fiction              |
| Féktelenül                                             | Speed                     |
| Maugli, a dzsungel fia                                 | The Jungle Book           |
| Red Rock West – Amikor egy bérgyilkos is több a soknál | Red Rock West             |
| A remény rabjai                                        | The Shawshank Redemption  |
| True Lies – Két tűz között                             | True Lies                 |
| Végveszélyben                                          | Clear and Present Danger  |
| 1995 (22. gála)                                        |                           |
| Közönséges bűnözők                                     | The Usual Suspects        |
| Apolló 13                                              | Apollo 13                 |
| Aranyszem                                              | GoldenEye                 |
| Die Hard – Az élet mindig drága                        | Die Hard with a Vengeance |
| Hetedik                                                | Seven                     |
| A rettenthetetlen                                      | Braveheart                |
| Szemtől szemben                                        | Heat                      |
| 1996 (23. gála)                                        |                           |
| Fargo                                                  | Fargo                     |
| Fülledtség                                             | Bound                     |
| Mission: Impossible                                    | Mission: Impossible       |
| A szikla                                               | The Rock                  |
| Twister                                                | Twister                   |
| Váltságdíj                                             | Ransom                    |
| 1997 (24. gála)                                        |                           |
| Szigorúan bizalmas                                     | L.A. Confidential         |
| Ál/Arc                                                 | Face/Off                  |
| A félelem országútján                                  | Breakdown                 |
| A holnap markában                                      | Tomorrow Never Dies       |
| Játsz/ma                                               | The Game                  |
| Titanic                                                | Titanic                   |
| 1998 (25. gála)                                        |                           |
| Ryan közlegény megmentése                              | Saving Private Ryan       |
| Egyiptom hercege                                       | The Prince of Egypt       |
| Nincs alku                                             | The Negotiator            |
| Ronin                                                  | Ronin                     |
| Szimpla ügy                                            | A Simple Plan             |
| Zorro álarca                                           | The Mask of Zorro         |
| 1999 (26. gála)                                        |                           |
| Halálsoron                                             | The Green Mile            |
| Októberi égbolt                                        | October Sky               |
| A szomszéd                                             | Arlington Road            |
| A tehetséges Mr. Ripley                                | The Talented Mr. Ripley   |
| A világ nem elég                                       | The World Is Not Enough   |
| Visszavágó                                             | Payback                   |

### 2000-es évek
| Év                                  | Magyar cím                       | Eredeti cím |
| ----------------------------------- | -------------------------------- | ----------- |
| 2000 (27. gála)                     |                                  |             |
| Tigris és sárkány                   | Crouching Tiger, Hidden Dragon   |             |
| Charlie angyalai                    | Charlie's Angels                 |             |
| Gladiátor                           | Gladiator                        |             |
| A hazafi                            | The Patriot                      |             |
| A sebezhetetlen                     | Unbreakable                      |             |
| Traffic                             | Traffic                          |             |
| Viharzóna                           | The Perfect Storm                |             |
| 2001 (28. gála)                     |                                  |             |
| Mementó                             | Memento                          |             |
| Az ember, aki ott se volt           | The Man Who Wasn't There         |             |
| Farkasok szövetsége                 | Brotherhood of the Wolf          |             |
| Kéjutazás                           | Joy Ride                         |             |
| A Sólyom végveszélyben              | Black Hawk Down                  |             |
| Mulholland Drive – A sötétség útja  | Mulholland Drive                 |             |
| 2002 (29. gála)                     |                                  |             |
| A kárhozat útja                     | Road to Perdition                |             |
| A Bourne-rejtély                    | The Bourne Identity              |             |
| Halj meg máskor                     | Die Another Day                  |             |
| Sötétkamra                          | One Hour Photo                   |             |
| A vörös sárkány                     | Red Dragon                       |             |
| XXX                                 | XXX                              |             |
| 2003 (30. gála)                     |                                  |             |
| Kill Bill 1.                        | Kill Bill: Volume 1              |             |
| Azonosság                           | Identity                         |             |
| Az eltűntek                         | The Missing                      |             |
| Hideghegy                           | Cold Mountain                    |             |
| Az olasz meló                       | The Italian Job                  |             |
| Az utolsó szamuráj                  | The Last Samurai                 |             |
| 2004 (31. gála)                     |                                  |             |
| Kill Bill 2.                        | Kill Bill: Volume 2              |             |
| Aviátor                             | The Aviator                      |             |
| A Bourne-csapda                     | The Bourne Supremacy             |             |
| Collateral – A halál záloga         | Collateral                       |             |
| A mandzsúriai jelölt                | The Manchurian Candidate         |             |
| A nemzet aranya                     | National Treasure                |             |
| Az operaház fantomja                | The Phantom of the Opera         |             |
| 2005 (32. gála)                     |                                  |             |
| Sin City – A bűn városa             | Sin City                         |             |
| Durr, durr és csók                  | Kiss Kiss Bang Bang              |             |
| Éjszakai járat                      | Red Eye                          |             |
| Erőszakos múlt                      | A History of Violence            |             |
| Légcsavar                           | Flightplan                       |             |
| Mr. és Mrs. Smith                   | Mr. & Mrs. Smith                 |             |
| Oldboy                              | Oldboy                           |             |
| 2006 (33. gála)                     |                                  |             |
| Casino Royale                       | Casino Royale                    |             |
| Egy botrány részletei               | Notes on a Scandal               |             |
| Flyboys – Égi lovagok               | Flyboys                          |             |
| Mission: Impossible III             | Mission: Impossible III          |             |
| A parfüm: Egy gyilkos története     | Perfume: The Story of a Murderer |             |
| A tégla                             | The Departed                     |             |
| 2007 (34. gála)                     |                                  |             |
| 300                                 | 300                              |             |
| Börtönvonat Yumába                  | 3:10 to Yuma                     |             |
| A Bourne-ultimátum                  | The Bourne Ultimatum             |             |
| Die Hard 4.0 – Legdrágább az életed | Live Free or Die Hard            |             |
| Nem vénnek való vidék               | No Country for Old Men           |             |
| Vérző olaj                          | There Will Be Blood              |             |
| Zodiákus                            | Zodiac                           |             |
| 2008 (35. gála)                     |                                  |             |
| A sötét lovag                       | The Dark Knight                  |             |
| Az áruló                            | Traitor                          |             |
| Elcserélt életek                    | Changeling                       |             |
| Gran Torino                         | Gran Torino                      |             |
| A Quantum csendje                   | Quantum of Solace                |             |
| Valkűr                              | Valkyrie                         |             |
| 2009 (36. gála)                     |                                  |             |
| Becstelen brigantyk                 | Inglourious Basterds             |             |
| 2012                                | 2012                             |             |
| A bombák földjén                    | The Hurt Locker                  |             |
| A harcmező hírnökei                 | The Messenger                    |             |
| Sherlock Holmes                     | Sherlock Holmes                  |             |
| Testvérek                           | Brothers                         |             |
| Törvénytisztelő polgár              | Law Abiding Citizen              |             |

### 2010-es évek
| 2010 (37. gála)                        |                                      |
| Salt ügynök                            | Salt                                 |
| A félszemű                             | True Grit                            |
| RED                                    | Red                                  |
| Robin Hood                             | Robin Hood                           |
| Száguldó bomba                         | Unstoppable                          |
| The Expendables – A feláldozhatók      | The Expendables                      |
| Zöld darázs                            | The Green Hornet                     |
| 2011 (38. gála)                        |                                      |
| Mission: Impossible – Fantom protokoll | Mission: Impossible – Ghost Protocol |
| Hadak útján                            | War Horse                            |
| Halálos iramban: Ötödik sebesség       | Fast Five                            |
| Az igazság ára                         | The Lincoln Lawyer                   |
| Red Tails: Különleges légiosztag       | Red Tails                            |
| Sherlock Holmes 2. – Árnyjáték         | Sherlock Holmes: A Game of Shadows   |
| 2012 (39. gála)                        |                                      |
| Skyfall                                | Skyfall                              |
| A Bourne-hagyaték                      | The Bourne Legacy                    |
| Django elszabadul                      | Django Unchained                     |
| Elrabolva 2.                           | Taken 2                              |
| A nyomorultak                          | Les Misérables                       |
| A sötét lovag – Felemelkedés           | The Dark Knight Rises                |
| 2013 (40. gála)                        |                                      |
| Halálos iramban 6.                     | Fast & Furious 6                     |
| Hajsza a győzelemért                   | Rush                                 |
| Jack Ryan: Árnyékügynök                | Jack Ryan: Shadow Recruit            |
| A könyvtolvaj                          | The Book Thief                       |
| A magányos lovas                       | The Lone Ranger                      |
| A túlélő                               | Lone Survivor                        |
| 2014 (41. gála)                        |                                      |
| Rendíthetetlen                         | Unbroken                             |
| Beépített hiba                         | Inherent Vice                        |
| Exodus: Istenek és királyok            | Exodus: Gods and Kings               |
| Lucy                                   | Lucy                                 |
| Noé                                    | Noah                                 |
| Snowpiercer – Túlélők viadala          | Snowpiercer                          |
| 2015 (42. gála)                        |                                      |
| Halálos iramban 7.                     | Furious 7                            |
| Everest                                | Everest                              |
| A kém                                  | Spy                                  |
| Mission: Impossible – Titkos nemzet    | Mission: Impossible – Rogue Nation   |
| Spectre – A Fantom visszatér           | Spectre                              |
| A visszatérő                           | The Revenant                         |
| 2016 (43. gála)                        |                                      |
| A számolás joga                        | Hidden Figures                       |
| Arany                                  | Gold                                 |
| A fegyvertelen katona                  | Hacksaw Ridge                        |
| A hét mesterlövész                     | The Magnificent Seven                |
| Rendes fickók                          | The Nice Guys                        |
| Szövetségesek                          | Allied                               |
| Tarzan legendája                       | The Legend of Tarzan                 |
| 2017 (44. gála)                        |                                      |
| A legnagyobb showman                   | The Greatest Showman                 |
| Dunkirk                                | Dunkirk                              |
| Ellenségek                             | Hostiles                             |
| Halálos iramban 8.                     | The Fate of the Furious              |
| Kingsman: Az aranykör                  | Kingsman: The Golden Circle          |
| Nyomd, Bébi, nyomd                     | Baby Driver                          |
| 2018/2019 (45. gála)                   |                                      |
| Mission: Impossible – Utóhatás         | Mission: Impossible – Fallout        |
| Dermesztő hajsza                       | Cold Pursuit                         |
| Felhőkarcoló                           | Skyscraper                           |
| John Wick: 3. felvonás – Parabellum    | John Wick: Chapter 3 – Parabellum    |
| Üveg                                   | Glass                                |
| Végtelen útvesztő                      | Escape Room                          |
| 2019/2020 (46. gála)                   |                                      |
| Mulan                                  | Mulan                                |
| 1917                                   | 1917                                 |
| Bad Boys – Mindörökké rosszfiúk        | Bad Boys for Life                    |
| El Camino: Totál szívás – A film       | El Camino: A Breaking Bad Movie      |
| Halálos iramban: Hobbs & Shaw          | Hobbs & Shaw                         |
| Úriemberek                             | The Gentlemen                        |

### 2020-as évek
| Év                                 | Magyar cím                            | Eredeti cím |
| ---------------------------------- | ------------------------------------- | ----------- |
| 2021/2022 (50. gála)               |                                       |             |
| Top Gun: Maverick                  | Top Gun: Maverick                     |             |
| Halál a Níluson                    | Death on the Nile                     |             |
| Halálos iramban 9.                 | F9                                    |             |
| Nincs idő meghalni                 | No Time to Die                        |             |
|                                    | RRR                                   |             |
| West Side Story                    | West Side Story                       |             |
| 2022/2023 (51. gála)               |                                       |             |
| Mission: Impossible – Leszámolás   | Mission: Impossible – Dead Reckoning  |             |
| A gyilkos járat                    | Bullet Train                          |             |
| Halálos iramban 10.                | Fast X                                |             |
| John Wick: 4. felvonás             | John Wick: Chapter 4                  |             |
| A védelmező 3.                     | The Equalizer 3                       |             |
| The Woman King – A harcos          | The Woman King                        |             |
| 2023/2024 (52. gála)               |                                       |             |
| Deadpool & Rozsomák                | Deadpool & Wolverine                  |             |
| Argylle: A szuperkém               | Argylle                               |             |
| A kaszkadőr                        | The Fall Guy                          |             |
| A piszkos hadviselés minisztériuma | The Ministry of Ungentlemanly Warfare |             |
| Twisters – Végzetes vihar          | Twisters                              |             |
| Vigyél a holdra                    | Fly Me to the Moon                    |             |

## Rekordok

### Többszörös győzelmek
3 győzelem
- Mission: Impossible

2 győzelem
- Halálos iramban
- James Bond-filmek
- Kill Bill-filmek

### Többszörös jelölések
| 9 jelölés - James Bond 6 jelölés - Halálos iramban - Mission: Impossible 4 jelölés - Bourne-filmek | 2 jelölés - A sötét lovag-trilógia - Die Hard-filmek - Jack Ryan-filmek - Kill Bill-filmek - Sherlock Holmes-filmek - A sebezhetetlen-filmek - John Wick-filmek - Twister-filmek |

## Fordítás
- Ez a szócikk részben vagy egészben  a   Saturn Award for Best Action or Adventure Film című angol Wikipédia-szócikk fordításán alapul.  Az eredeti cikk szerkesztőit annak laptörténete sorolja fel. Ez a jelzés csupán a megfogalmazás eredetét és a szerzői jogokat jelzi, nem szolgál a cikkben szereplő információk forrásmegjelöléseként.